# Thomas Pitt (1er comte de Londonderry)
Thomas Pitt, 1er comte de Londonderry (c 1688 - 12 septembre 1729) est un officier de l'armée britannique et homme politique Whig qui siège à la Chambre des communes de 1713 à 1728. Il est gouverneur des Îles-sous-le-Vent en 1728-1729.

## Biographie
Il est le deuxième fils de Thomas Pitt, de Boconnoc, et de son épouse Jane Innes, fille de James Innes. William Pitt l'Ancien est son neveu et William Pitt le Jeune son petit-neveu. Il fréquente l'académie de M. Meure au Soho Square de 1703 à 1706. En 1708, il rejoint l'armée et est enseigne dans le 9e régiment d'infanterie jusqu'en avril 1709. Il est alors capitaine dans les dragons de Killigrew jusqu'en février 1715.
Lors Élections générales britanniques de 1713 Pitt est élu député whig de Wilton sous le patronage de son père. Il vote contre l'expulsion de Richard Steele. Aux élections générales britanniques de 1715, il est de nouveau élu à Wilton et vote régulièrement avec l'administration. Il devient colonel du régiment de cavalerie de la princesse de Galles en 1715 et lutte contre la rébellion jacobite. Il aurait perdu plus de 50 000 £ dans la bulle de la mer du Sud. Il est réélu pour Wilton aux élections générales britanniques de 1722. Il devient colonel du régiment de Prince George du Danemark en 1726. Aux élections générales britanniques de 1727, il est nommé député d'Old Sarum. En 1728, il est nommé gouverneur des Îles-sous-le-Vent et quitte son siège à la Chambre des communes.
Il meurt dans les Îles-sous-le-Vent après un an de service, le 12 septembre 1729. Il épouse Frances Ridgeway, fille de Robert Ridgeway, 4e comte de Londonderry, le 10 mars 1717. Ils ont deux fils et une fille. Le comté de Londonderry détenu par son beau-père s'éteint à la mort de ce dernier en 1714. En 1719, le titre est rétabli pour Pitt, qui est créé baron Londonderry dans la pairie d'Irlande. Sept ans plus tard, le comté est également réanimé, Pitt est créé vicomte Gallen-Ridgeway et comte de Londonderry, de nouveau dans la pairie d'Irlande. Lord Londonderry décède le 12 septembre 1729. Son fils aîné, Thomas Pitt, lui succède dans ses pairies.